# جان ويندلينغ
جان ويندلينغ (بالفرنسية: Jean Wendling)‏، من مواليد 29 أبريل 1934، لاعب كرة قدم فرنسي سابق. لعب مع منتخب فرنسا لكرة القدم بين عامي 1959 و1963، وشارك معهم في 26 مباراة.

## روابط خارجية
- جان ويندلينغ على موقع قاعدة بيانات كرة القدم.إي يو (الإنجليزية)
- جان ويندلينغ على موقع ناشيونال فوتبول تيمز (الإنجليزية)